# Predik het Evangelie

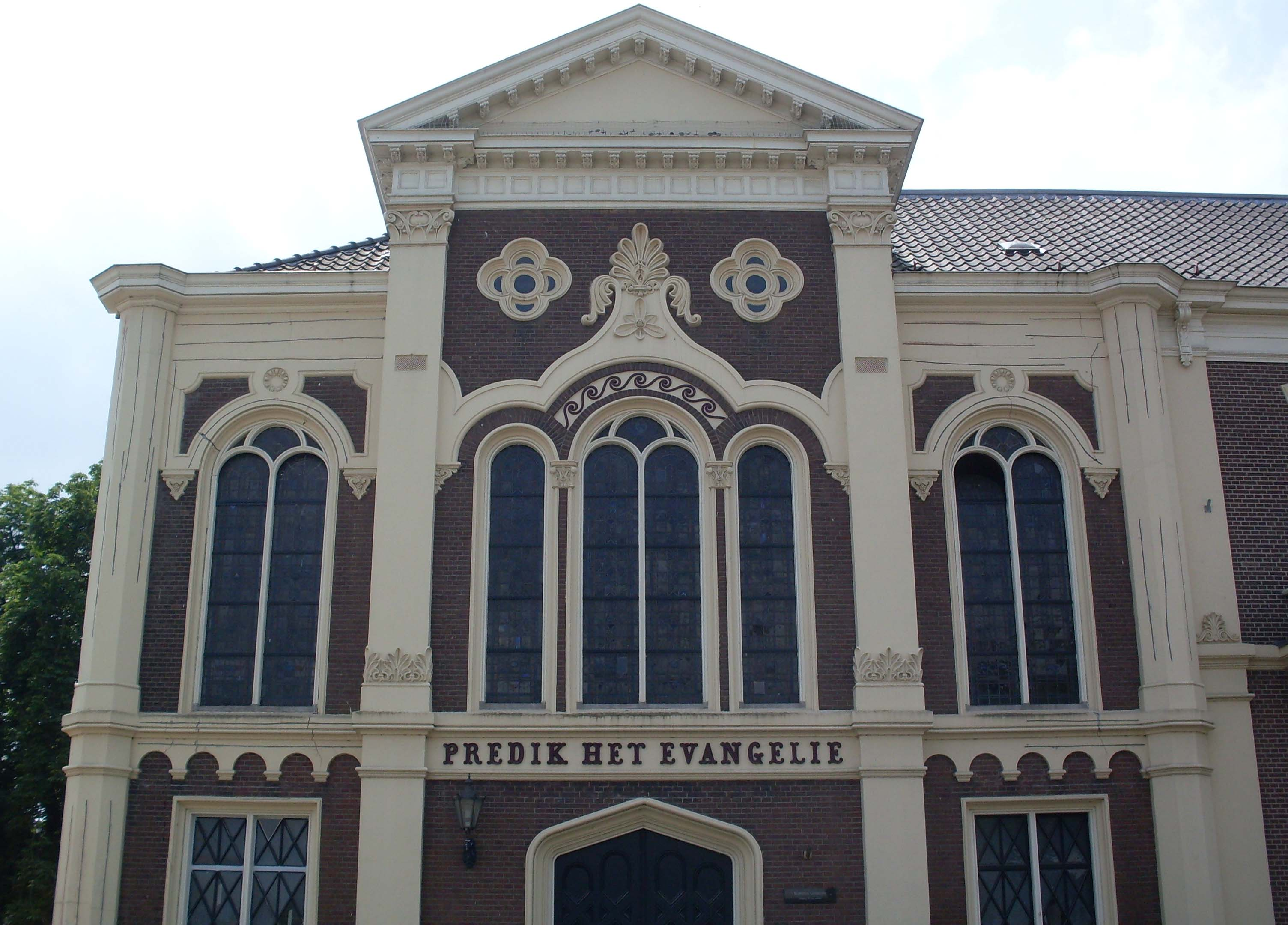
Voorzijde

Predik het Evangelie is een kerk en rijksmonument aan de Burgemeester van Nispenstraat in het stadscentrum van Doetinchem (Nederlandse provincie Gelderland). Van oorsprong is de kerk Hervormd, later was ze in gebruik door een baptistengemeenschap.

## Geschiedenis
In 1880 gaf de toenmalige dominee J. van Dijk de opdracht om de kerk te bouwen voor de Nederlands Hervormde Zendingsgemeente en in dat jaar werd de eerste steen gelegd. De kerk is in 1881 in gebruik genomen en gebouwd op de restanten van de oude stadswal. Het was destijds de eerste uitbreiding van de stad buiten het historische stadscentrum. De kapel is een van de enige negentiende-eeuwse gebouwen die is overgebleven aan de Van Nispenstraat. Later huisde de baptistengemeenschap in de kapel.

## Architectuur
De Kapel is gebouwd in eclectische stijl en heeft daarbij neoclassicistische en neogotische kenmerken. Vooral de voorgevel van de kapel is eclectisch terwijl de parochie ernaast vooral neoclassicistisch is. Boven de hoofdingang staat de tekst Predik het Evangelie, hetgeen de belangrijkste doelstelling was van ds. Van Dijk.
Begin 21e eeuw zijn er door bouwwerkzaamheden aan het Lyceumkwartier, als onderdeel van het Masterplan Schil, scheuren ontstaan in het gebouw. Om verdere beschadigingen te voorkomen is er een stalen constructie geplaatst en hebben er lange tijd geen diensten plaatsgevonden. Ondernemer Wim Annen is sinds oktober 2019 eigenaar van de voormalige Baptistenkerk aan de Burgemeester van Nispenstraat in Doetinchem.